# CODATA
CODATA (anglicky Committee on Data for Science and Technology) je interdisciplinární komise Mezinárodního výboru pro vědu (ICSU) zřízená v roce 1966. Jejím cílem je zlepšovat sběr, ukládání, kritické vyhodnocování a přístup k datům, která jsou důležitá pro vědu a technologii.
V roce 1969 komise ustanovila pracovní skupinu pro základní konstanty (Task Group on Fundamental Constants, TGFC). Jejím cílem je poskytovat sadu mezinárodně akceptovaných hodnot fundamentálních fyzikálních konstant a také konverzních faktorů včetně směrodatných odchylek. Doporučené hodnoty fyzikálních konstant pak zveřejňuje Národní institut standardů a technologie. První taková sada CODATA byla vydána v roce 1973 a následně v letech 1986, 1998, 2002, 2006, 2010, 2014, 2017 (vybrané hodnoty pouze pro účely redefinice SI), 2018 a 2022.